# Ledingssjön (Helgums socken, Ångermanland)
Ledingssjön är en sjö i Sollefteå kommun i Ångermanland och ingår i Ångermanälvens huvudavrinningsområde. Sjön har en area på 2,14 kvadratkilometer och ligger 186 meter över havet. Sjön avvattnas av vattendraget Ledingsån (Bruksån).

## Delavrinningsområde
Ledingssjön ingår i det delavrinningsområde (700022-155380) som SMHI kallar för Utloppet av Ledingssjön. Medelhöjden är 227 meter över havet och ytan är 20,95 kvadratkilometer. Räknas de 48 avrinningsområdena uppströms in blir den ackumulerade arean 421,2 kvadratkilometer. Ledingsån (Bruksån) som avvattnar avrinningsområdet har biflödesordning 3, vilket innebär att vattnet flödar genom totalt 3 vattendrag innan det når havet efter 77 kilometer. Avrinningsområdet består mestadels av skog (69 procent). Avrinningsområdet har 2,12 kvadratkilometer vattenytor vilket ger det en sjöprocent på 10,1 procent.